# We Report
We Report est un collectif international de journalistes indépendants fondé en 2014.

## Activités
We Report est fondé en 2014 par les journalistes Daphné Gastaldi, Robert Schmidt, Mathieu Martinière et Laura Tangre.
Le collectif vend des articles ou projets d’articles à des médias, et réalise ponctuellement des reportages financés via des plateformes de crowdfunding. Il produit des sujets d’enquête au long cours, sur des thèmes transfrontaliers, qui sont déclinés au format multimédia pour plusieurs supports européens dont ARTE, Mediapart, RFI, Libération, Die Zeit, Der Spiegel, L’Espresso, la RTS, La Cité, Les Jours, La Tribune de Genève et Médiacités.
Les enquêtes portent notamment sur Interpol, Petrobras, l’extrême droite en Europe, les déchets toxiques, la pédocriminalité dans le sport, l’industrie du tabac, le clientélisme d’élus locaux, les affaires de pédophilie dans l’Église,, les migrants sur la nouvelle route des Balkans, l'affaire Nestlé Waters, ou Ikea.
Les membres de We Report intègrent l’éducation aux médias dans leurs missions,. L'activité représente en 2025 un quart de ses revenus.
Le siège du collectif est à Lyon.

## Publications
- Daphné Gastaldi et Mathieu Martinière (photogr. Pierre Gouyou-Beauchamps), Génocide arménien : En quête de mémoire, Golias, 2015, 96 p. (ISBN 978-2354722289).
- Daphné Gastaldi, Mathieu Martinière et Mathieu Perisse, Église, la mécanique du silence, Paris, JC Lattès, 2017, 362 p. (ISBN 978-2709658928).
- Mathieu Martinière et Robert Schmidt, Interpol : l'enquête: Révélations sur une police sous influence, HarperCollins, 2023, 320 p. (ISBN 979-1033914846).
- Daphné Gastaldi et Mathieu Perisse, Le Prix du berceau : Ce que la privatisation des crèches fait aux enfants, Paris, Seuil, 2023, 208 p. (ISBN 978-2021534986).
- (it) Fabio Lo Verso, Il mare colore veleno : Indagine su uno dei più grandi disastri ambientali del paese, Fazi, 2023, 200 p. (ISBN 979-1259674609).

## Distinctions
Le collectif reçoit en 2016 le premier prix du concours organisé par « Devreporter network », et en 2019 le prix du Club de la presse Strasbourg-Europe.
Le collectif est finaliste aux assises du journalisme de Tours en 2024.